# سید مصطفی کاظمی
سید مصطفی کاظمی زاده( ۱۳۴۲ در گذشت ۱۳۸۶ش)رهبر جهادی، وزیر اسبق تجارت و صنایع، نماینده پارلمان و رئیس کمسیون اقتصاد ملی پارلمان افغانستان بود.

## زندگی
سید مصطفی کاظمی فرزند سید گل آقا متولد ۱۳۴۲ (خورشیدی) در منطقه لولنج مرکز ولسوالی سرخ پارسا از ولایت پروان است. وی تحصیلات ابتدایی را در زادگاهش و دوران مدرسه را در کابل به اتمام رساند. سید مصطفی کاظمی تحصیلات عالی خود را در رشته علوم اجتماعی از کشور ایران به‌دست آورد. از او سه پسر و سه دختر باقی مانده است.

## فعالیت سیاسی
مصطفی کاظمی در دوران جهاد ابتدا در قالب جریان تازه تأسیس و نا شناخته‌ای اسلام مکتب توحید فعالیت خویش را آغاز نموده و پس از اختلافات درون تشکیلاتی و اضمحلال این حزب، همراه با دیگر شخصیت‌های مطرح جهادی، به پایه‌گذاری حزب پاسداران جهاد اسلامی افغانستان پرداخت که رهبری آن را محمد اکبری عهده‌دار گردید. با پیروزی جهاد مردم افغانستان و خروج قطعات نظامی شوروی و ضرورت ایجاد یک تشکل سیاسی فراگیر، همچنین برای جلوگیری از جنگ‌های خونین داخلی، سید مصطفی کاظمی از بانیان اصلی طرح وحدت احزاب متعدد شیعه به‌شمار می‌رفت که خود طراح و امضا کنندهٔ میثاق وحدت بوده که باعث شکل‌گیری حزب وحدت اسلامی افغانستان گردید. حزب وحدت با آن که از احزاب و گرایش متعدد به وجود آمده بود، در یک‌فرایند دموکراتیک و با حسن نیت کامل نسبت به وحدت و اقتدار مردم، عبدالعلی مزاری را به رهبری این تشکل جدید انتخاب نمودند. کاظمی در این‌تحول جدید عضویت شورای مرکزی این حزب را کسب نمود. در آستانه سقوط حکومت نجیب الله، کاظمی به عنوان مذاکره کننده ارشد حزب وحدت، سفرهای متعددی را به مناطق مختلف از جمله پنجشیر و مذاکره با احمد شاه مسعود انجام داده و خود برای سازمان دهی مجاهدین، مخفیانه وارد کابل گردید. پس از پیروزی مجاهدین بر حکومت نجیب الله و آغاز جنگ‌های داخلی در کابل، آقای کاظمی در موضع محکومیت جنگ قرار گرفته و تلاش‌های بی وقفه ای را برای ایجاد آشتی و صلح میان طرف‌های درگیر انجام داد. درگیر شدنِ حزب وحدت با اتحاد اسلامی به رهبری عبدالرب الرسول سیاف و متعاقب آن جنگ با دولت اسلامی، به شکل‌گیری گرایش‌های ضد جنگ و جنگ طلبانه در حزب وحدت اسلامی منجر گردید. آقای کاظمی موضع ضد جنگ را انتخاب نموده و خواستار حل مسئله از طریق گفتگو بود. این دو گرایش که در اهداف مشترک و در تاکتیک‌ها دچار اختلاف بودند، در آستانهٔ انتخابات ریاست حزب، به رقابت جدی میان این دو گرایش تبدیل گردید. به تدریج رقابت درون حزبی به بحران بی‌اعتمادی در حزب وحدت تبدیل گردید که همین امر سبب کودتای درون حزبی به رهبری اکبری شد و انشعاب حزب وحدت اسلامی به دو شاخه گردید. کاظمی در شاخه انشعابی رئیس کمیته نظامی حزب وحدتِ جناح اکبری شد و با دولت برهان‌الدین ربانی وارد ائتلاف گردید. همکاری کاظمی و احمد شاه مسعود همواره ادامه داشت و پس سقوط کابل به دست طالبان، در جبهه متحد اسلامی برای نجات افغانستان صحنه دیگری همکاری‌ها رقم خورد.

## پس از طالبان
کاظمی پس از سقوط طالبان در کنفرانس بن حضور داشت و یکی از امضا کنندگان توافقنامه بن بود. وی در دولت موقت و دولت انتقالی وزیر تجارت افغانستان بود. پس از تعیین دولت انتخابی وی حزب اقتدار ملی را بنیان نهاد که و به عنوان رهبر حزب انتخاب شد.

## حضور در پارلمان
مصطفی کاظمی در پانزدهمین دوره مجلس نمایندگان افغانستان توانست از طرف نماینده مردم کابل به پارلمان حضور یابد و به عنوان رئیس کمسیون اقتصاد ملی پارلمان تعیین شد.

## جبههٔ ملی
وی همچنین با تلاش مجدانه در کنار سایر شخصیت‌ها و جریان‌های سیاسی، جبههٔ ملی را پایه‌گذاری نموده و به عنوان رئیس کمسیون سیاسی و سخنگوی جبههٔ ملی برگزیده شد.

## درگذشت
سرانجام وی در مسیر خدمت به مردم و کشور در تاریخ ۱۵ آبان ماه سال ۱۳۸۶ هنگامی که از سوی پارلمان کشور برای بررسی وضعیت مردم به ولایت بغلان رفته بود در یک عمل تروریستی به همراه تعدادی چند از نمایندگان مردم در شورای ملی و تعداد کثیری از مردم و کودکان کشته شد. پارلمان افغانستان پس از این حادثه سه روز عزای عمومی اعلام کرد.